# Bạch quả
Bạch quả (tên khoa học: Ginkgo biloba; 銀杏 trong tiếng Trung, tức là ngân hạnh hay 白果 là bạch quả), là loài cây thân gỗ duy nhất còn tồn tại trong chi Ginkgo, họ Ginkgoaceae.

## Tổng quan
Bạch quả là ví dụ tốt nhất về hóa thạch sống, do bộ Ginkgoales đã không còn biết đến từ các hóa thạch kể từ sau thế Pliocen.
Trong nhiều thế kỷ, người ta cho rằng nó đã tuyệt chủng trong tự nhiên, nhưng hiện nay người ta biết rằng nó còn mọc tại ít nhất là ở hai khu vực nhỏ trong tỉnh Chiết Giang ở miền đông Trung Quốc, trong khu vực bảo tồn Thiên Mẫu Sơn. Các cây bạch quả trong các khu vực này có thể đã được các nhà sư Trung Quốc chăm sóc và bảo tồn trong trên 1.000 năm. Vì thế, việc các quần thể bạch quả hoang dã bản địa có còn tồn tại hay không vẫn còn là điều chưa chắc chắn.
Quan hệ giữa bạch quả với các nhóm thực vật khác vẫn chưa rõ ràng. Nó đã từng được đặt lỏng lẻo trong ngành Thực vật có hạt (Spermatophyta) và ngành Thông (Pinophyta), nhưng đã không có sự đồng thuận nào trong việc xếp đặt như thế. Do các hạt của bạch quả không được bảo vệ trong thành bầu nhụy, nên về mặt hình thái học nó có thể coi là thực vật hạt trần. Các cấu trúc tương tự như của quả mơ do các cây bạch quả cái sinh ra về mặt kỹ thuật không phải là quả, mà là các hạt có vỏ bao gồm phần mềm và dày cùi thịt phía ngoài (sarcotesta), và phần cứng phía trong (sclerotesta).

## Đặc trưng

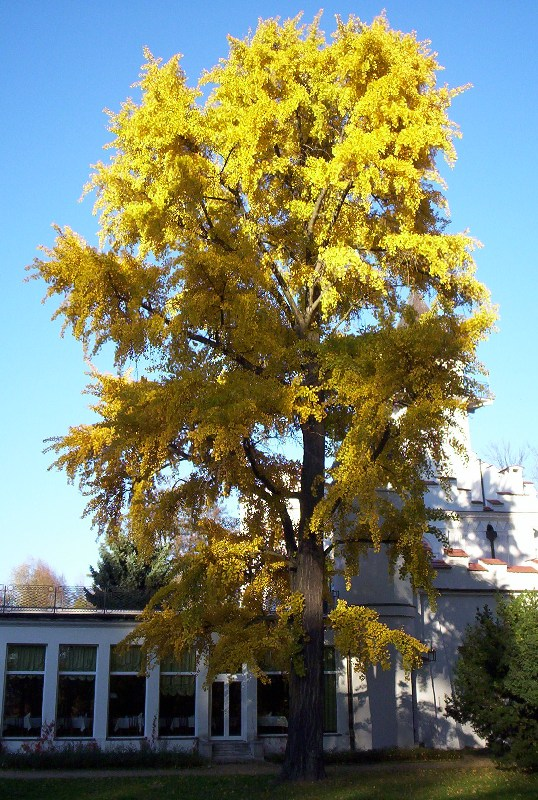
Cây bạch quả về mùa thu

### Hình thái học
Bạch quả là cây thân gỗ rất lớn, thông thường đạt tới chiều cao 20–35 m (66–115 ft), với một vài cây tại Trung Quốc cao trên 50 m (164 ft). Cây có tán nhọn và các cành dài, gồ ghề, thông thường có rễ ăn sâu có khả năng chống chịu sự tàn phá của gió, tuyết. Các cây non thường cao và mảnh dẻ, ít phân cành; tán lá trở nên rộng hơn khi cây lớn. Trong mùa thu, lá đổi màu thành vàng sáng và sau đó bị rụng, đôi khi chỉ trong một khoảng thời gian ngắn (1–15 ngày). Sự kết hợp giữa khả năng kháng chịu sâu bệnh, gỗ có sức đề kháng mối mọt và khả năng sinh ra các chồi và rễ khí làm cho bạch quả có khả năng trường thọ, với một vài cây được cho là đã trên 2.500 năm tuổi: Một cây 3.000 năm tuổi được thông báo là tồn tại ở tỉnh Sơn Đông.
Một số cây bạch quả già sinh ra các rễ khí, gọi là chichi (nghĩa là "núm vú" trong tiếng Nhật) hay zhong-ru (tiếng Trung quan thoại), hình thành ở mặt dưới của các cành lớn và phát triển xuống phía dưới. Sự phát triển của các rễ khí này là rất chậm, và có thể phải mất hàng trăm năm để xuất hiện. Chức năng của các rễ khí dày này vẫn chưa được hiểu rõ.

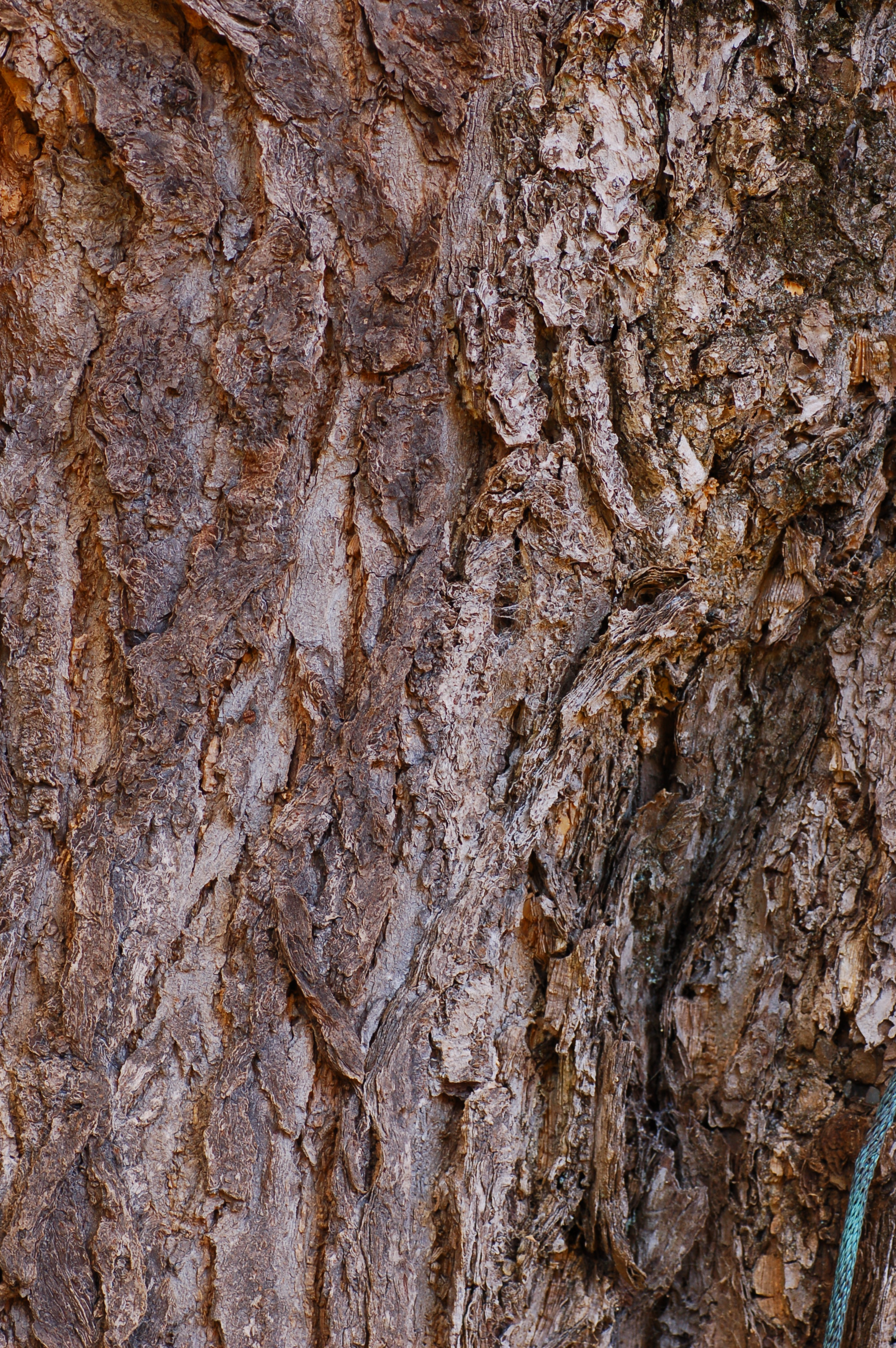
Vỏ thân cây

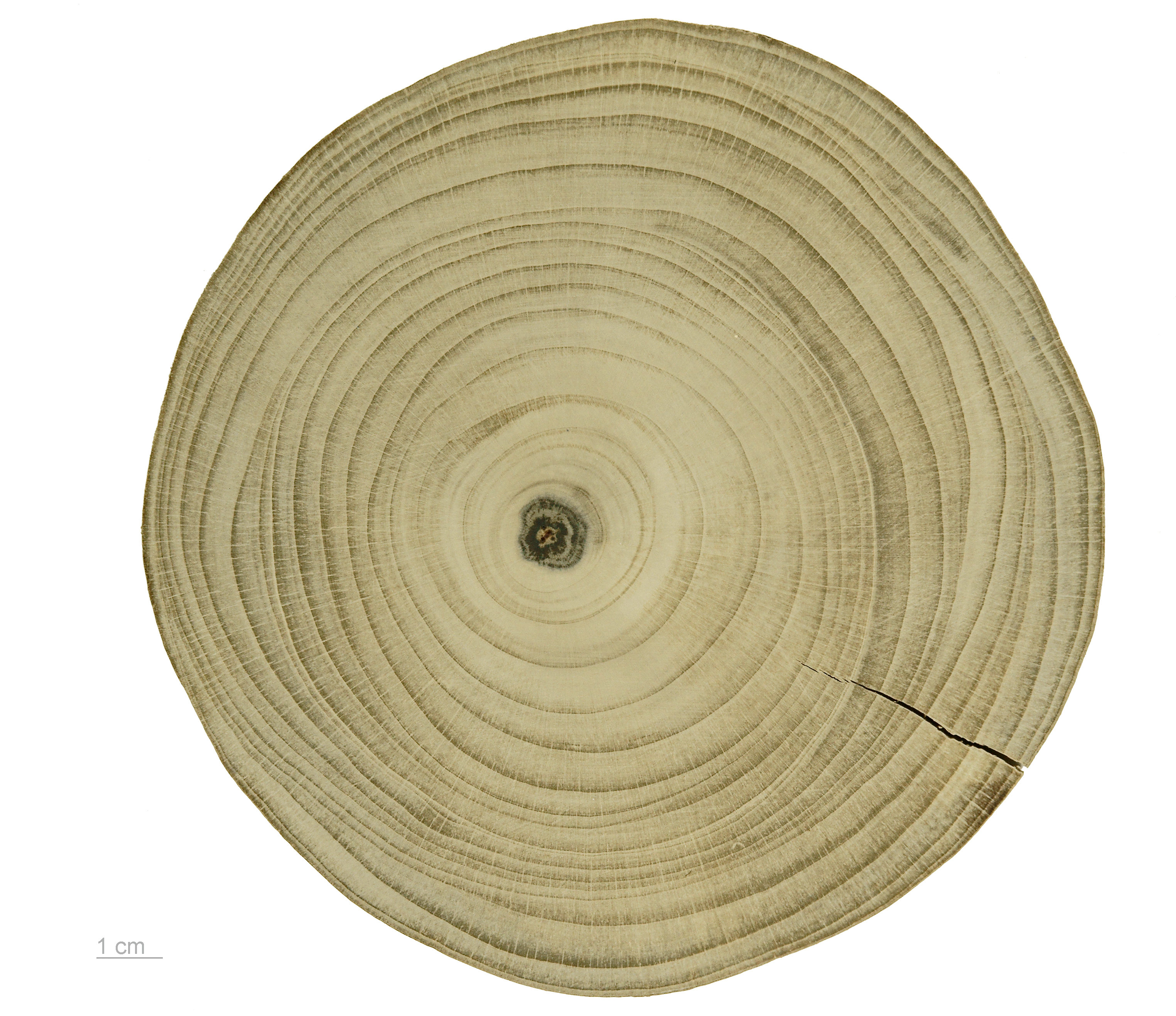
Ginkgo biloba

### Thân cây
Các cành bạch quả phát triển theo chiều dài bằng cách phát triển các cành non với các lá mọc cách đều đặn, như được ghi nhận ở phần lớn các cây. Từ nách lá của các lá này, các "cành cựa non" (hay các cành non ngắn) phát triển vào năm thứ hai của sự phát triển. Các cành non ngắn có các gióng rất ngắn (đến mức mà sự phát triển sau vài năm chỉ có thể kéo dài chúng thêm 1–2 cm) và các lá của chúng thông thường không có thùy. Chúng ngắn và có bướu, được sắp xếp đều trên các cành to, ngoại trừ trên sự phát triển năm đầu tiên. Do các gióng ngắn, nên các lá dường như là một cụm ở đỉnh của các cành non ngắn, và các cấu trúc sinh sản chỉ được hình thành trên chúng (xem hình – các hạt và lá chỉ có trên các cành non ngắn). 

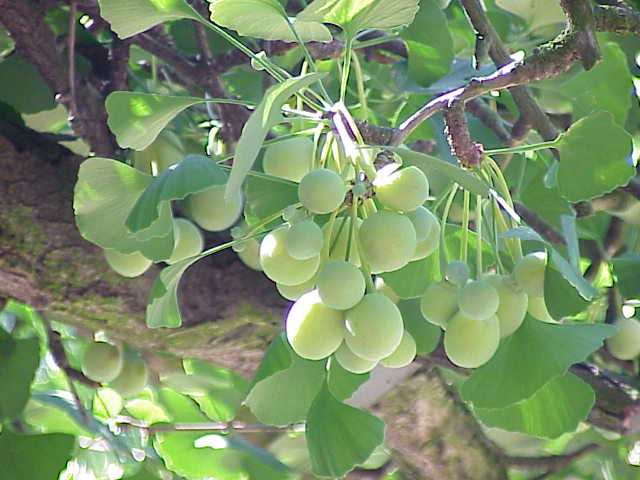
Hạt và lá bạch quả

Ở bạch quả, giống như ở các thực vật khác có cấu trúc tương tự, các cành non ngắn cho phép hình thành các lá mới trên các phần già hơn của tán lá. Sau một số năm, các cành non ngắn này có thể phát triển và thay đổi để trở thành các cành non thông thường (dài), hoặc ngược lại.

### Lá
Các lá là duy nhất trong thực vật có hạt, có dạng hình quạt với các gân lá tỏa ra thành phiến lá, đôi khi chia hai nhánh nhưng không bao giờ nối lại thành một hệ thống. Hai gân lá đi vào phiến lá tại gốc lá và chia nhánh lặp lại thành hai; theo kiểu gọi là hệ gân lá phân đôi. Các lá thông thường dài 5–10 cm (2-4 inch), nhưng đôi khi tới 15 cm (6 inch). Các lá này trông tương tự như một số lá chét của dương xỉ đuôi chồn (Adiantum capillus-veneris).
Các lá ở các cành non dài thông thường có vết khía hình chữ V hay có thùy, nhưng chỉ từ mặt ngoài, giữa các gân lá. Chúng sinh ra ở phần đầu của các cành lớn nhanh, mọc so le và cách nhau đều đặn; cũng như trên các cành non ngắn thành cụm ở đầu cành.

### Sinh sản
Bạch quả là loài cây đơn tính khác gốc, với các cây mang các giới tính khác nhau, một số cây là cây đực và những cây khác là cây cái. Các cây đực sinh ra các nón phấn nhỏ với các lá bào tử mang 2 túi bao tử nhỏ sắp xếp thành vòng xung quanh trục trung tâm.
Các cây cái không sinh ra nón. Hai noãn được hình thành tại đầu cuống, và sau khi thụ phấn, một hoặc hai noãn sẽ phát triển thành hạt. Hạt dài 1,5–2 cm. Lớp vỏ ngoài dày cùi thịt (sarcotesta) có màu nâu vàng nhạt, mềm, trông tương tự như quả. 
Nó trông hấp dẫn bề ngoài, nhưng chứa axít butanoic và có mùi tương tự như bơ ôi (cũng chứa cùng hợp chất hóa học này) hay mùi phân khi rụng. Bên dưới lớp vỏ ngoài (sarcotesta) là lớp vỏ cứng (sclerotesta, thông thường gọi là "vỏ" hạt) và lớp vỏ trong (endotesta) mỏng tựa như giấy, với phôi tâm bao quanh thể giao tử cái ở giữa.
Quá trình thụ phấn ở hạt bạch quả diễn ra nhờ giao tử đực có thể di động, giống như ở tuế, dương xỉ, rêu và tảo. Giao tử đực có kích thước lớn (khoảng 250-300 micromét) và tương tự như giao tử đực của tuế (có kích thước hơi lớn hơn). Giao tử đực của bạch quả lần đầu tiên được nhà thực vật học Nhật Bản Sakugoro Hirase phát hiện ra năm 1896. Giao tử đực có cấu trúc nhiều lớp phức tạp, là một dải liên tục của các thể cơ sở, tạo ra từ đáy của vài nghìn roi có chuyển động tựa như lông mao. Bộ máy các roi/lông mao đẩy cơ thể giao tử đực về phía trước. Giao tử đực chỉ phải di chuyển một quãng ngắn để tới các túi chứa noãn. Hai giao tử đực được sinh ra, một trong chúng sẽ thụ phấn thành công cho noãn. Mặc dù người ta tin một cách rộng khắp rằng việc thụ phấn của hạt bạch quả xuất hiện chỉ ngay trước hay ngay sau khi chúng rụng vào đầu mùa thu, nhưng các phôi thông thường xuất hiện trong các hạt chỉ ngay trước và ngay sau khi chúng rụng khỏi cây.

### Hiroshima
Sức sống mãnh liệt của cây bạch quả được thể hiện qua sự kiện nổ bom nguyên tử tại Hiroshima, Japan, nơi sáu cây bạch quả mọc cách tâm điểm vụ nổ hạt nhân 1,5 km được ghi nhận là vẫn sống sót sau vụ nổ. Mặc dù đa số động vật và thực vật trong khu vực này đều bị chết, nhưng các cây bạch quả vẫn sống sót, dù bị cháy đen, rồi sau đó sinh trưởng trở lại. Các cây này được đeo biển tại đền Housenbou (報専坊)

## Từ nguyên học
Tên gọi cũ trong tiếng Trung để chỉ loài cây này là 银果 yínguo ('ngân quả').
Tên gọi thông dụng ngày nay là 白果 bái guǒ ('bạch quả') và 銀杏 yínxìng ('ngân hạnh'). Tên gọi đầu tiên trong số tên mới này được vay mượn trực tiếp sang tiếng Việt (bạch quả). Tên gọi sau được vay mượn sang tiếng Nhật (ぎんなん '"ginnan") và tiếng Triều Tiên (eunhaeng), khi cây này được du nhập từ Trung Quốc sang.
Tên gọi khoa học Ginkgo dường như là do sự phát âm na ná của từ này trong Hán tự, thông thường có nhiều kiểu phát âm trong tiếng Nhật, và các ký tự 銀杏 được dùng để chỉ ginnan cũng có thể phát âm sai lệch thành ginkyō. Engelbert Kaempfer, người phương Tây đầu tiên nhìn thấy loài này năm 1690, đã ghi lại cách phát âm sai này trong cuốn Amoenitates Exoticae (1712) của ông; trong đó chữ y do ông viết đã bị đọc sai thành g, và lỗi chính tả này đã được giữ nguyên tới nay.

## Gieo trồng và sử dụng

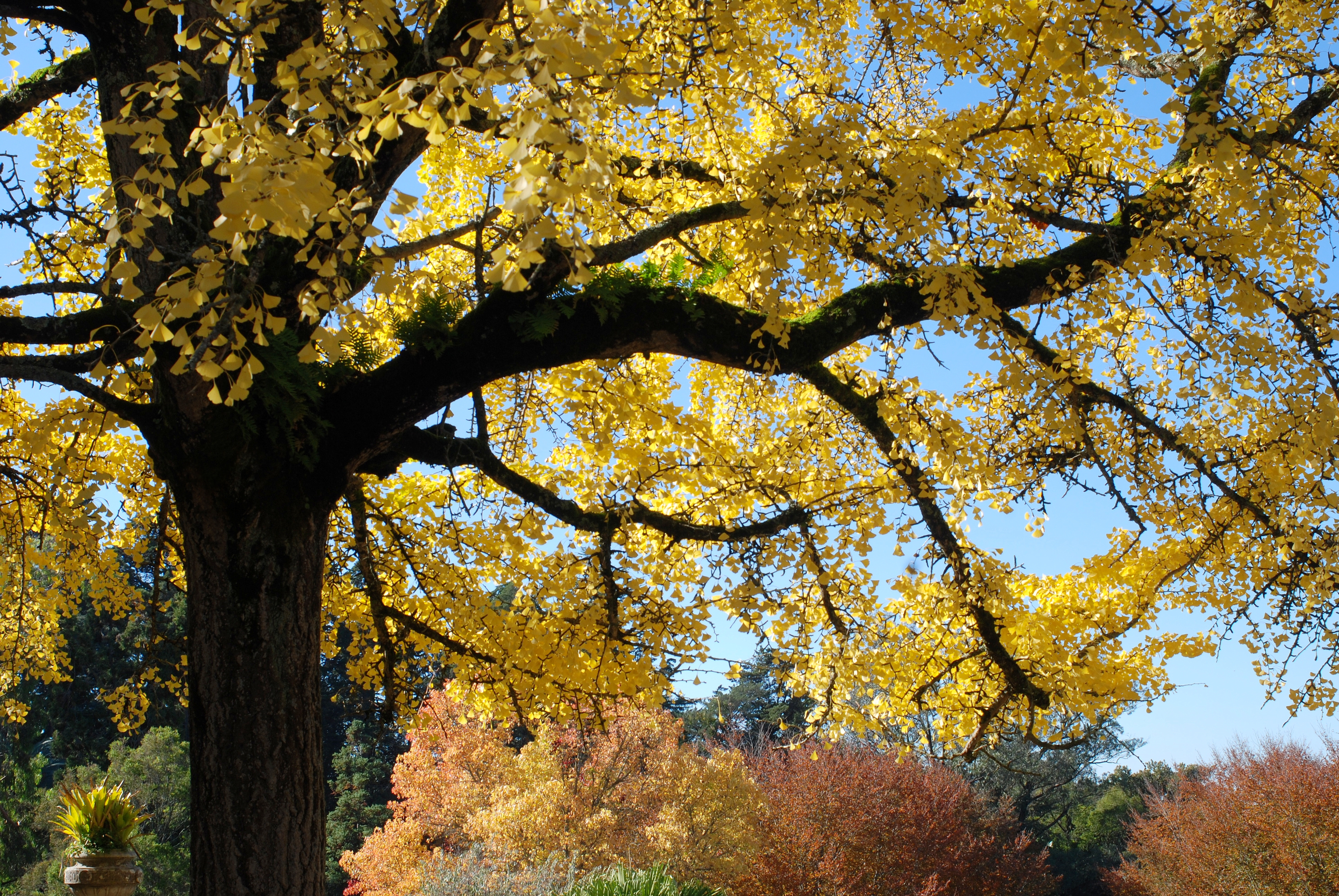
Lá bạch quả vào mùa thu

Bạch quả được trồng từ lâu tại Trung Quốc; một số cây trồng tại các ngôi chùa được coi là có trên 1.500 năm tuổi. Ghi chép đầu tiên của người châu Âu về bạch quả có vào năm 1690 trong các vườn chùa ở Nhật Bản, khi nhà thực vật học người Đức là Engelbert Kaempfer nhìn thấy cây này. Do bạch quả được coi là cây thánh trong cả Phật giáo lẫn Nho giáo, nên nó được trồng rộng rãi tại Triều Tiên và một số khu vực tại Nhật Bản; và trong cả hai khu vực này thì một số trường hợp tự nhiên hóa đã diễn ra, với bạch quả gieo rắc giống trong các khu rừng tự nhiên.
Ở một số khu vực, đáng chú ý là Hoa Kỳ, những cây bạch quả được gieo trồng có chủ định nhiều nhất là các giống cây đực được ghép trên các cây trồng từ hạt, do các cây đực không sinh ra hạt nặng mùi. Giống cây trồng phổ biến "Autumn Gold' là dòng vô tính của cây đực.
Bạch quả là cây chính thức của thành phố Kumamoto, và hai lá của nó tạo thành biểu tượng của Đại học Tokyo, khu trường sở chính của đại học này cũng có một số cây bạch quả.
Bạch quả cũng là loại cây phổ biến để trồng trong bồn cảnh và trong nghệ thuật bonsai; chúng có thể được giữ một cách nhân tạo ở dạng nhỏ trong nhiều thế kỷ. Ngoài ra, chúng cũng dễ dàng nhân giống bằng hạt.
Các ví dụ về sự ngoan cường của bạch quả có thể thấy tại Hiroshima, Nhật Bản, nơi có 4 cây mọc cách vụ nổ bom nguyên tử năm 1945 chỉ 1–2 km. Chúng nằm trong số chỉ rất ít các sinh vật trong khu vực còn sống sót sau vụ nổ . Trong khi phần lớn các động, thực vật khác bị tiêu diệt thì bạch quả, mặc dù bị đốt cháy, nhưng vẫn sống sót và phục hồi nhanh chóng. Hiện nay, chúng vẫn còn sống.

### Ẩm thực

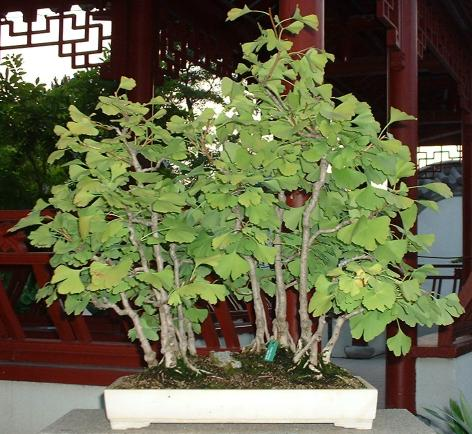
Bạch quả trong bồn cảnh tại Vườn thực vật Montreal.

Thể giao tử tựa quả kiên bên trong hạt được coi trọng tại châu Á, và nó là một trong các thực phẩm truyền thống của người Trung Quốc. Trong tiếng Trung nó được gọi là 銀杏 ("ngân hạnh") hay 白果 ("bạch quả" như tên gọi của nó trong tiếng Việt. Hạt bạch quả được sử dụng trong món cháo, và thường được làm trong các dịp đặc biệt như lễ cưới hay Tết Nguyên Đán (một phần của món ăn chay gọi là La Hán thái (羅漢菜)). Trong văn hóa Trung Quốc, người ta tin rằng bạch quả có các tác dụng tốt với sức khỏe; một số người còn cho rằng nó có tác dụng kích thích tình dục. Trong ẩm thực Nhật Bản, người ta thêm hạt bạch quả (gọi là ginnan) vào các món ăn như chawanmushi (茶碗蒸し), và hạt đã chế biến thường được ăn cùng các món khác. Hạt bạch quả cũng có sẵn ở dạng đóng hộp, được bán dưới tên gọi "White Nuts", và có thể thấy ở nhiều cửa hàng thực phẩm châu Á tại phương Tây.
Khi trẻ em dùng với một lượng lớn (trên 5 hạt mỗi ngày), hay trong một thời gian dài, thể giao tử tươi (thịt) của hạt có thể gây ra ngộ độc MPN (4-methoxypyridoxin). MPN là chất ổn định về mặt nhiệt. Các nghiên cứu chứng minh rằng chứng co giật do MPN gây ra có thể ngăn ngừa hay hóa giải bằng pyridoxin.
Một số người mẫn cảm với các hóa chất trong lớp vỏ ngoài (sarcotesta). Những người này khi phải tiếp xúc với hạt cần cẩn thận như đeo găng tay dùng một lần. Các triệu chứng là chứng viêm da hay bỏng giộp tương tự như khi tiếp xúc với sơn độc (Toxicodendron radicans). Tuy nhiên, hạt không còn cùi thịt lại là an toàn để tiếp xúc.

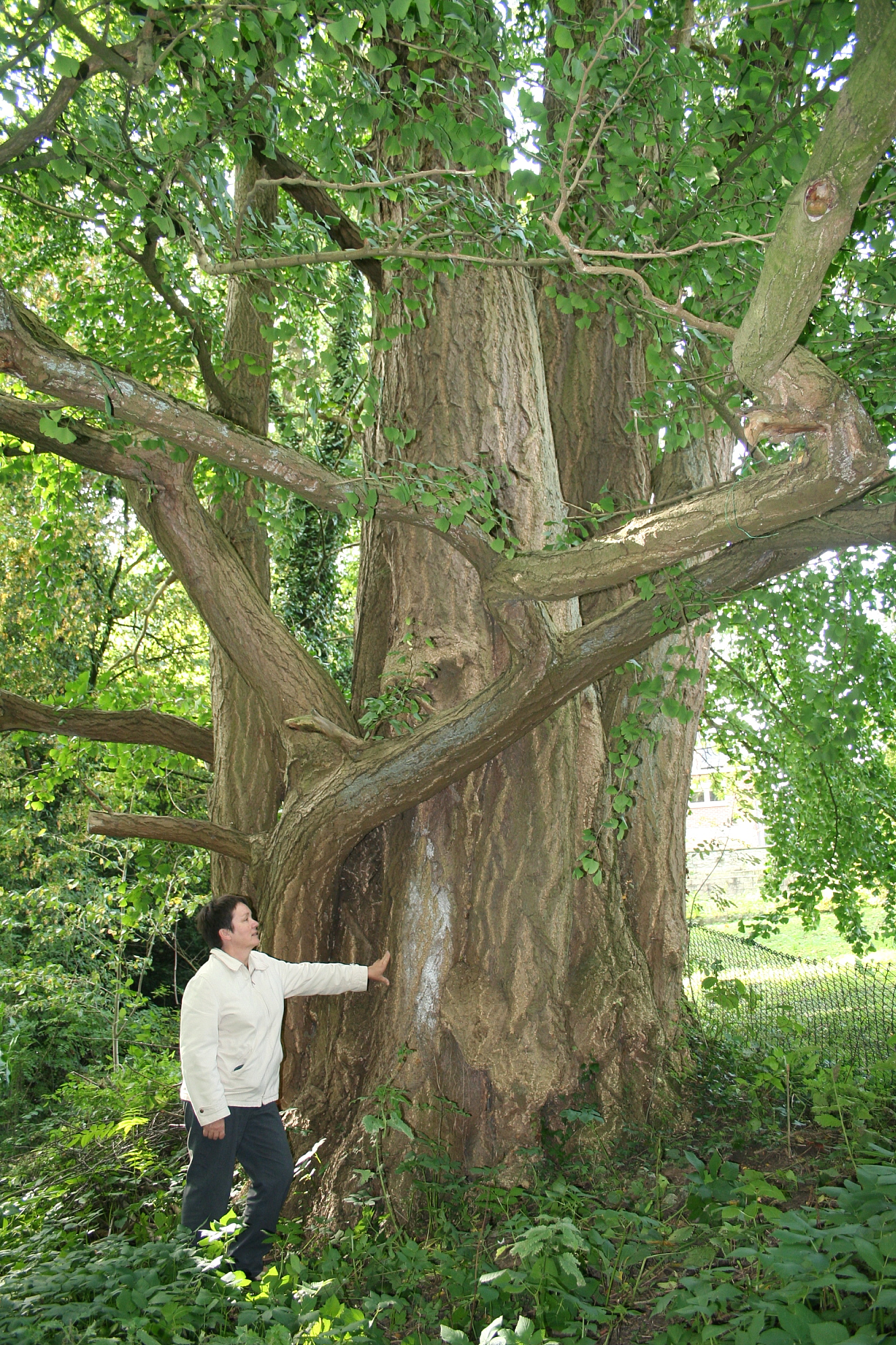
Một cây bạch quả tại Tournai (Bỉ).

### Y học
Các chất chiết ra từ lá bạch quả chứa các flavonoit-glicozit và các terpenoit (ginkgolit, bilobalit) và được sử dụng trong dược phẩm. Chúng có nhiều tính chất được coi là tăng độ minh mẫn, và được sử dụng chủ yếu như là các chất làm tăng trí nhớ và sự chú ý, cũng như là tác nhân chống chóng mặt. Tuy nhiên, các nghiên cứu lại đưa ra các kết quả rất khác nhau về hiệu quả. Một số tranh luận đã nảy sinh về các kết luận mà một số nghiên cứu đưa ra mà người ta cho rằng được các hãng tiếp thị cho bạch quả tài trợ. Slate, một tạp chí trên Internet do Công ty The Washington Post sở hữu, báo cáo tháng 4 năm 2007:

Năm 2002, một bài báo xuất hiện trên JAMA (Tạp chí của Hiệp hội Y học Hoa Kỳ) với tiêu đề "Ginkgo for memory enhancement: a randomized controlled trial." Đây là nghiên cứu của Cao đẳng Williams, do Viện tuổi già quốc gia Hoa Kỳ (NIA) bảo trợ, đã kiểm tra các hiệu ứng của việc dùng bạch quả đối với những tình nguyện viên mạnh khỏe và trên 60 tuổi. Kết luận, được trích dẫn trong bảng dữ liệu về bạch quả Lưu trữ ngày 10 tháng 4 năm 2008 tại Wayback Machine của Viện sức khỏe quốc gia Hoa Kỳ (NIH), cho rằng: "Khi sử dụng tuân thủ theo chỉ dẫn của nhà sản xuất, bạch quả không đem lại lợi ích có thể đo đạc được về trí nhớ hay các chức năng nhận thức liên quan đối với những người lớn với chức năng nhận thức lành mạnh."

Bên ngoài những kết quả còn mâu thuẫn, các chất chiết từ bạch quả có thể có ba tác dụng đối với cơ thể người: cải thiện lưu thông máu (bao gồm cả vi tuần hoàn trong các mao mạch nhỏ) đến phần lớn các mô và cơ quan; bảo vệ chống lại các tổn thương tế bào do oxy hóa các gốc tự do; và nó ngăn chặn nhiều tác động của tác nhân hoạt hóa tiểu huyết cầu (tụ tập tiểu huyết cầu, vón cục máu) có liên quan tới sự phát triển của một loạt các rối loạn tim mạch, thận, hô hấp và hệ thần kinh trung ương. Bạch quả cũng có thể dùng để điều trị chứng tê liệt rời rạc.
Theo một số nghiên cứu, trong một vài trường hợp, bạch quả có thể cải thiện đáng kể sự tập trung ở các cá nhân mạnh khỏe. Tác dụng gần như là ngay tức thì và đạt tới đỉnh điểm trong vòng 2,5 giờ sau khi dùng.
Tại Việt Nam, nhiều bài thuốc được nghiên cứu với mục đích giúp tăng cường tuần hoàn máu não, cải thiện tình trạng giảm trí nhớ, tập trung, đau đầu. Trong đó các sản phẩm như Ích Trí Minh, Hoàn ích Trí... là thành quả của y học cổ truyền với chiết xuất từ cao lá bạch quả.
Một bài thuyết trình tại hội nghị năm 2004 đã tổng quát hóa kết quả các thử nghiệm khác nhau cho thấy bạch quả có triển vọng trong điều trị bệnh Alzheimer, mặc dù cần có thêm các nghiên cứu bổ sung.
Bạch quả cũng thường được bổ sung trong một số loại đồ uống tăng lực, nhưng lượng bổ sung thông thường là quá thấp nên không có các tác dụng đáng kể nào, ngoại trừ có lẽ là thông qua tác dụng làm yên lòng do có liệt kê bạch quả trên tem mác. Tuy nhiên, một hộp 454 g (16 oz.) đồ uống tăng lực Rockstar chứa khoảng 300 mg Ginkgo biloba.
Các chất bổ sung Ginkgo thông thường chỉ cần khoảng 40–200 mg trên ngày.

#### Hiệu ứng phụ
Bạch quả có thể có tác động phụ không mong muốn, đặc biệt là ở các cá nhân với các rối loạn tuần hoàn máu và ở những người sử dụng các thuốc chống đông máu như aspirin và warfarin, mặc dù các nghiên cứu gần đây cho thấy bạch quả có ít hay không có tác động đối với tính chất chống đông hay dược động lực học của warfarin. Bạch quả cũng không nên dùng cho những người đang dùng các chất ức chế monoamin oxidaza (MAOI) hay cho các phụ nữ đang mang thai mà không có sự tư vấn của bác sĩ chuyên môn.
Các hiệu ứng phụ của bạch quả có thể là: tăng rủi ro chảy máu, khó chịu đường ruột, buồn nôn, nôn mửa, tiêu chảy, đau đầu, hoa mắt chóng mặt, đánh trống ngực, bồn chồn. Nếu có bất kỳ tác dụng phụ nào cần dừng ngay việc sử dụng bạch quả.

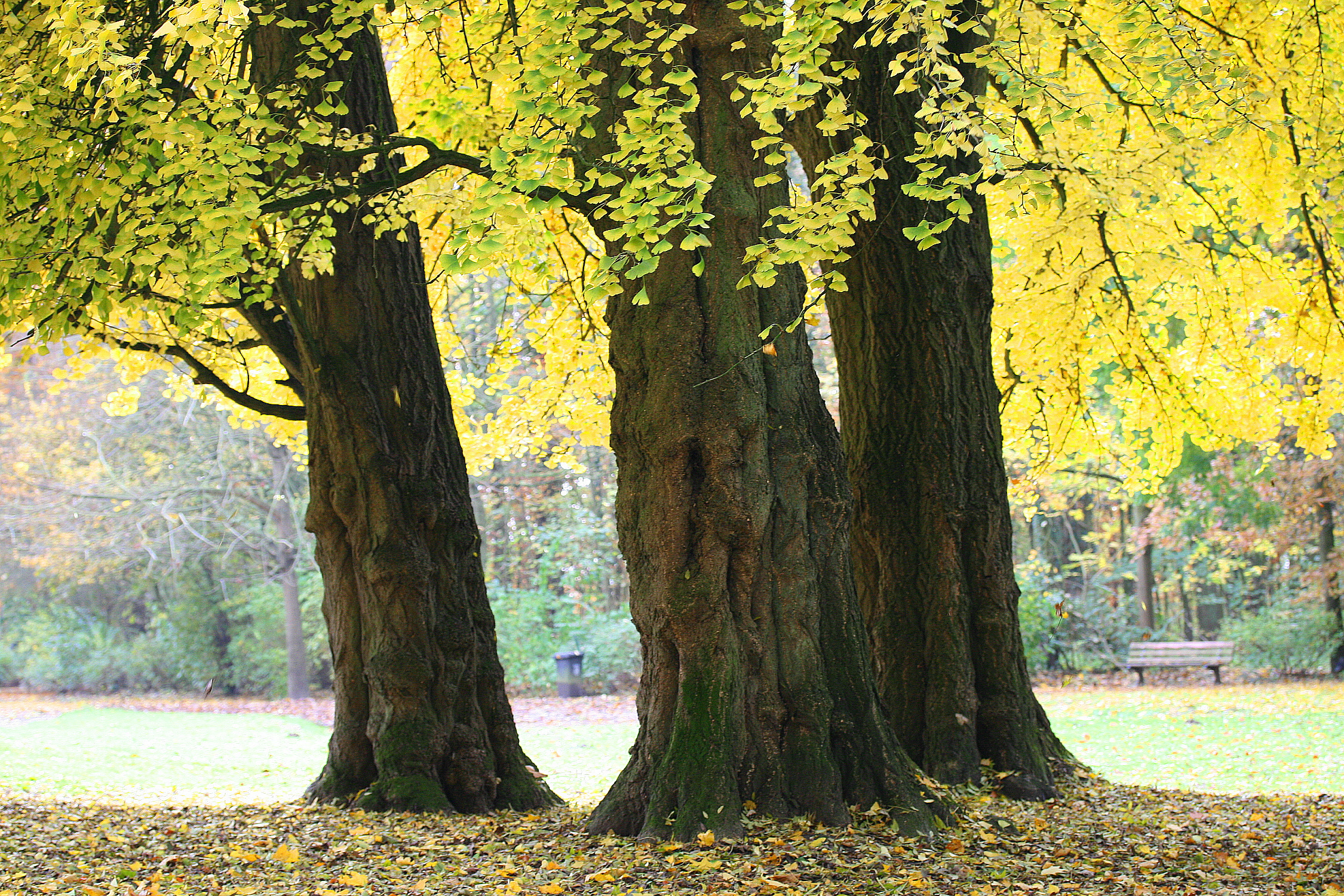
Ginkgo biloba trong công viên Morlanwelz-Mariemont, Bỉ.

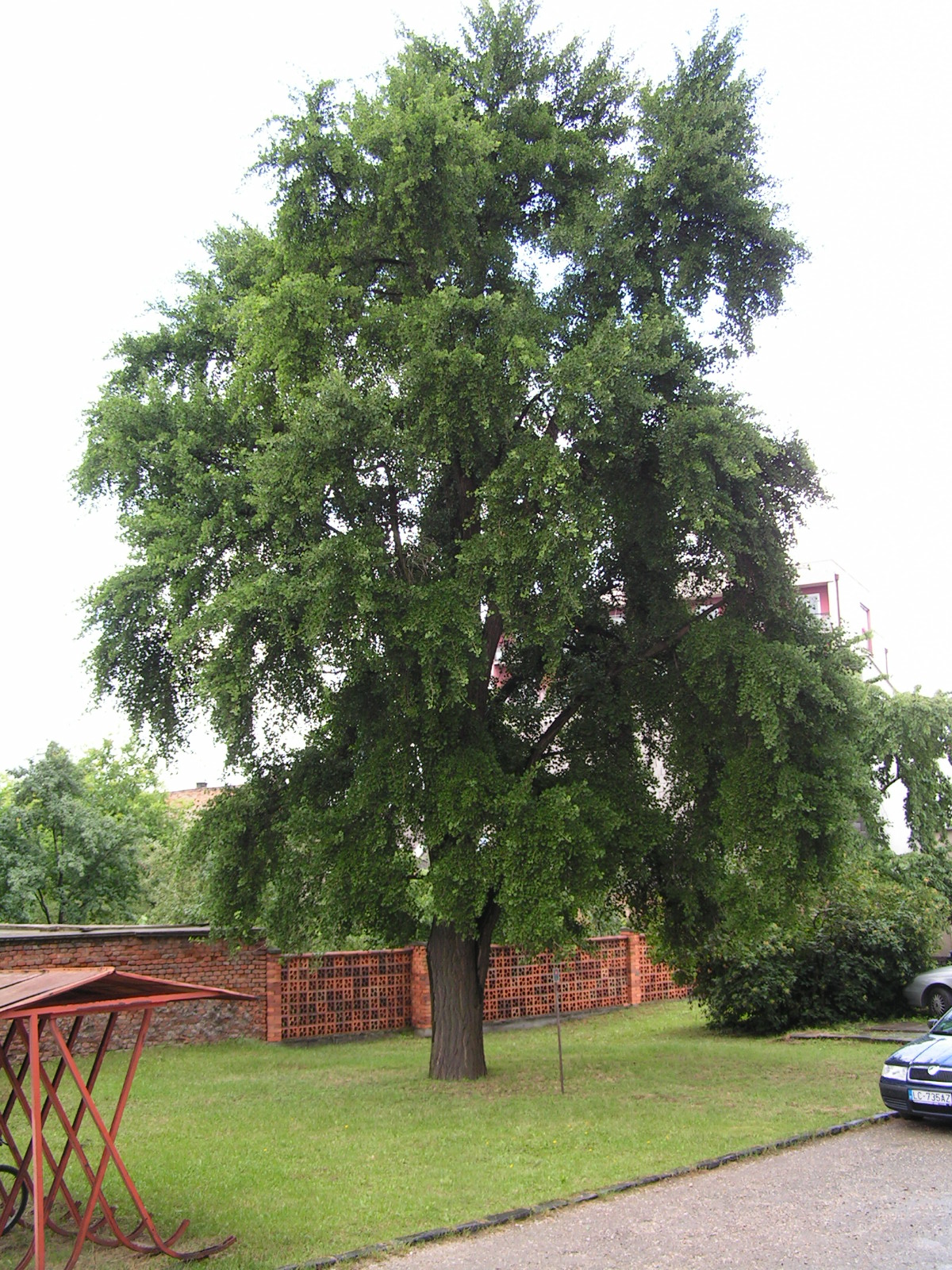
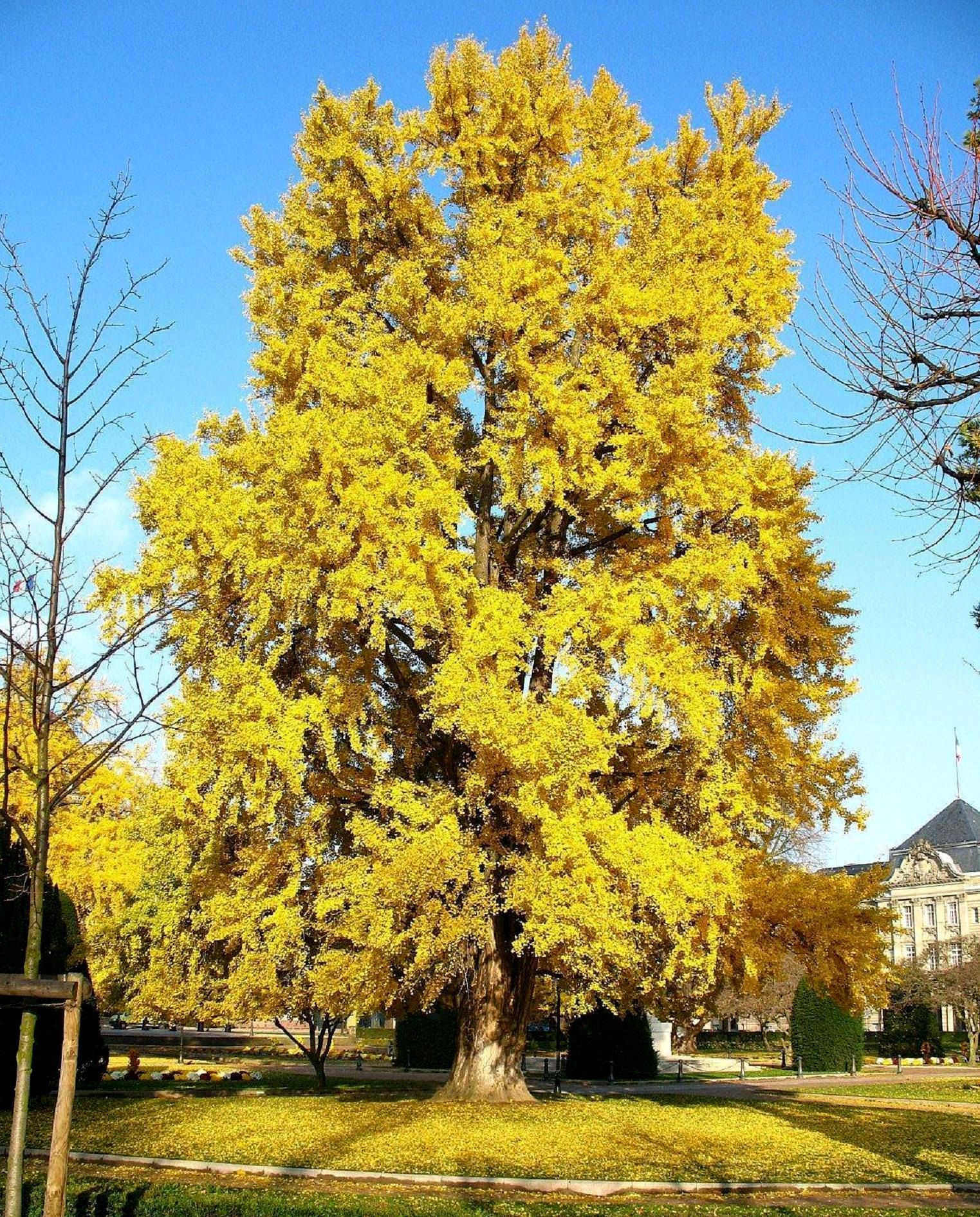
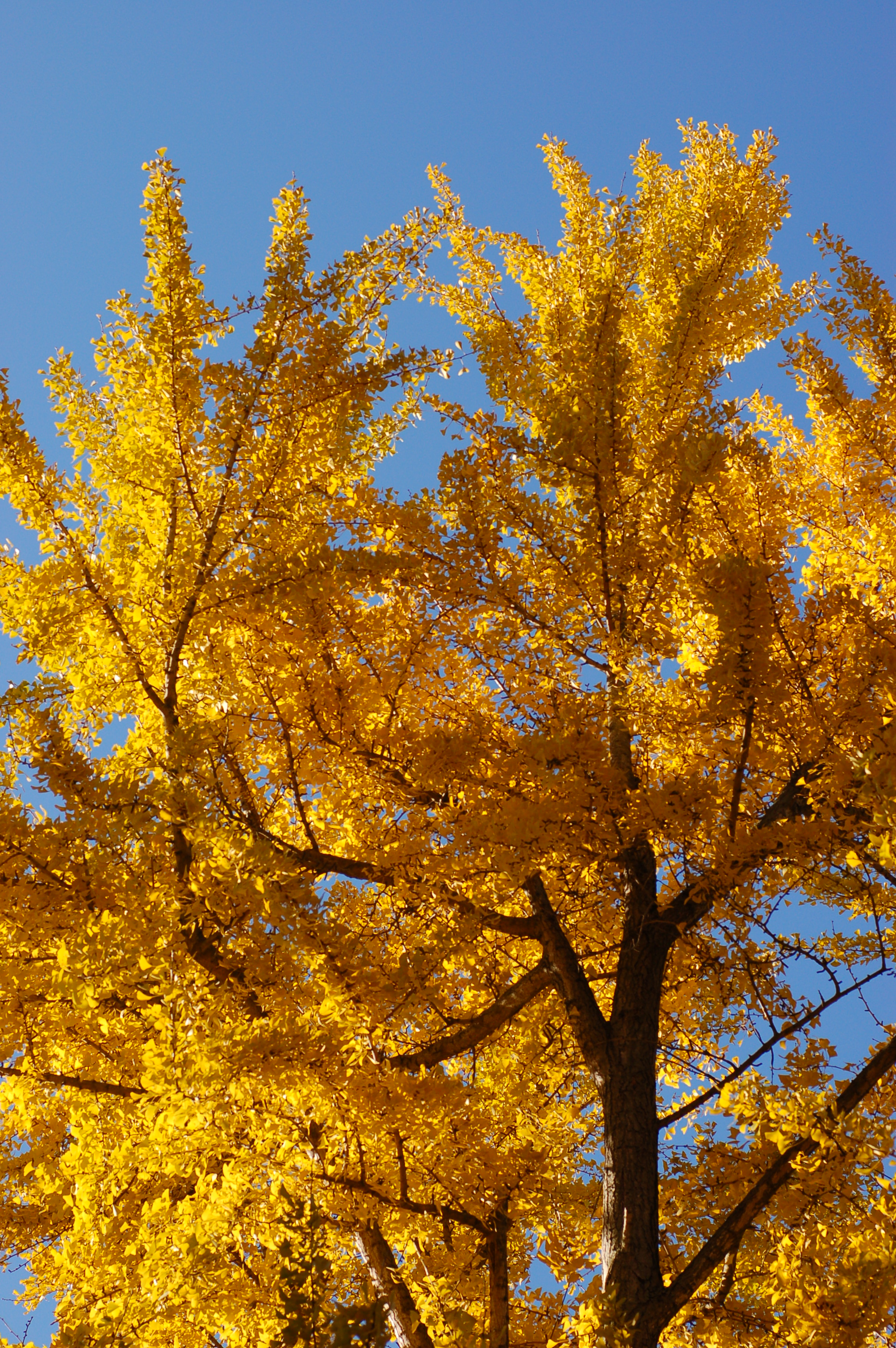
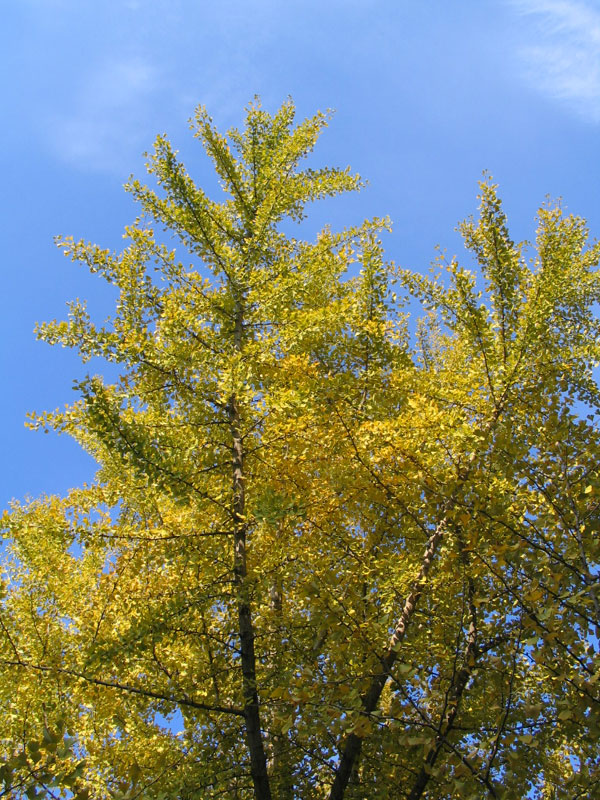
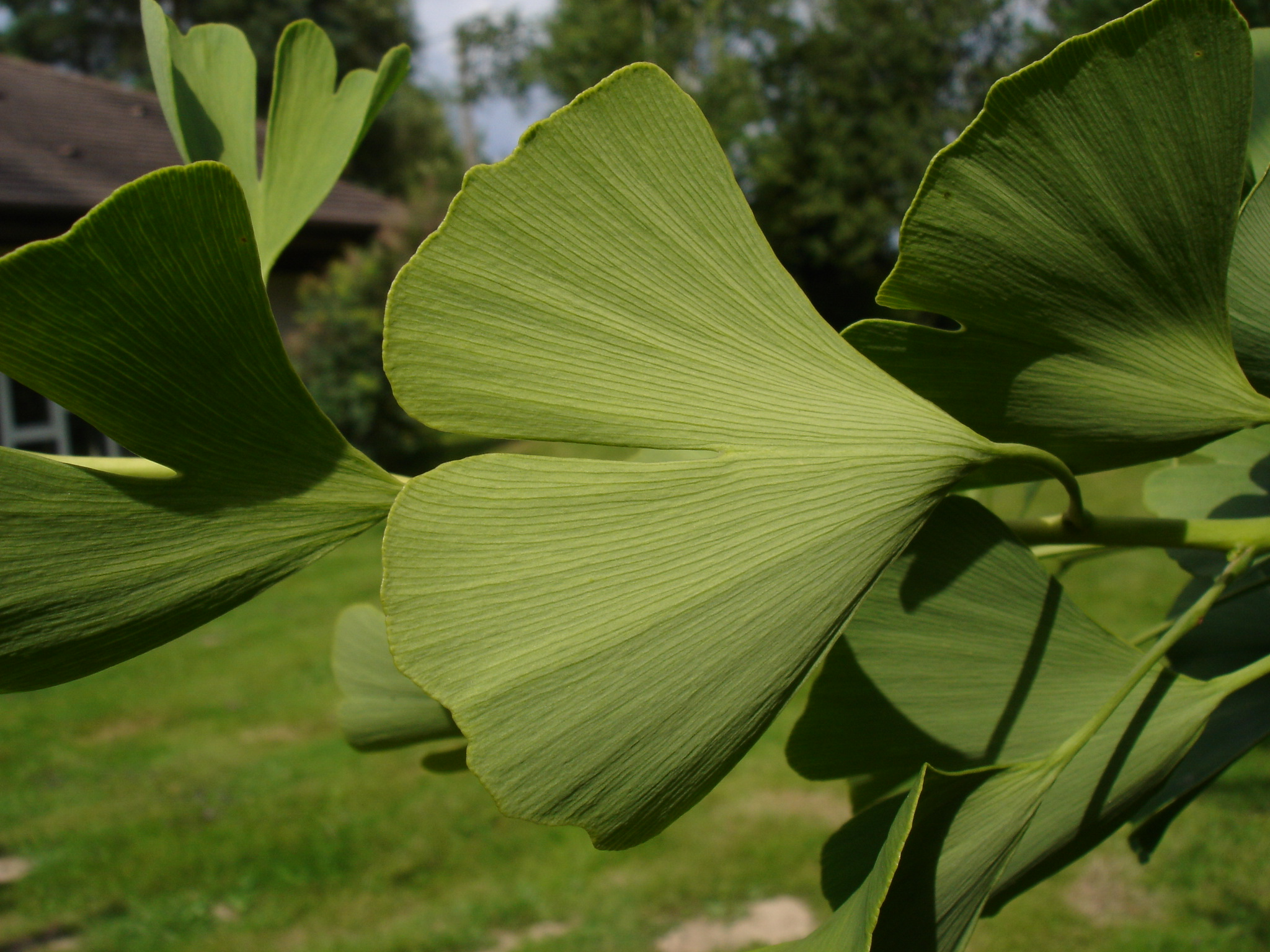
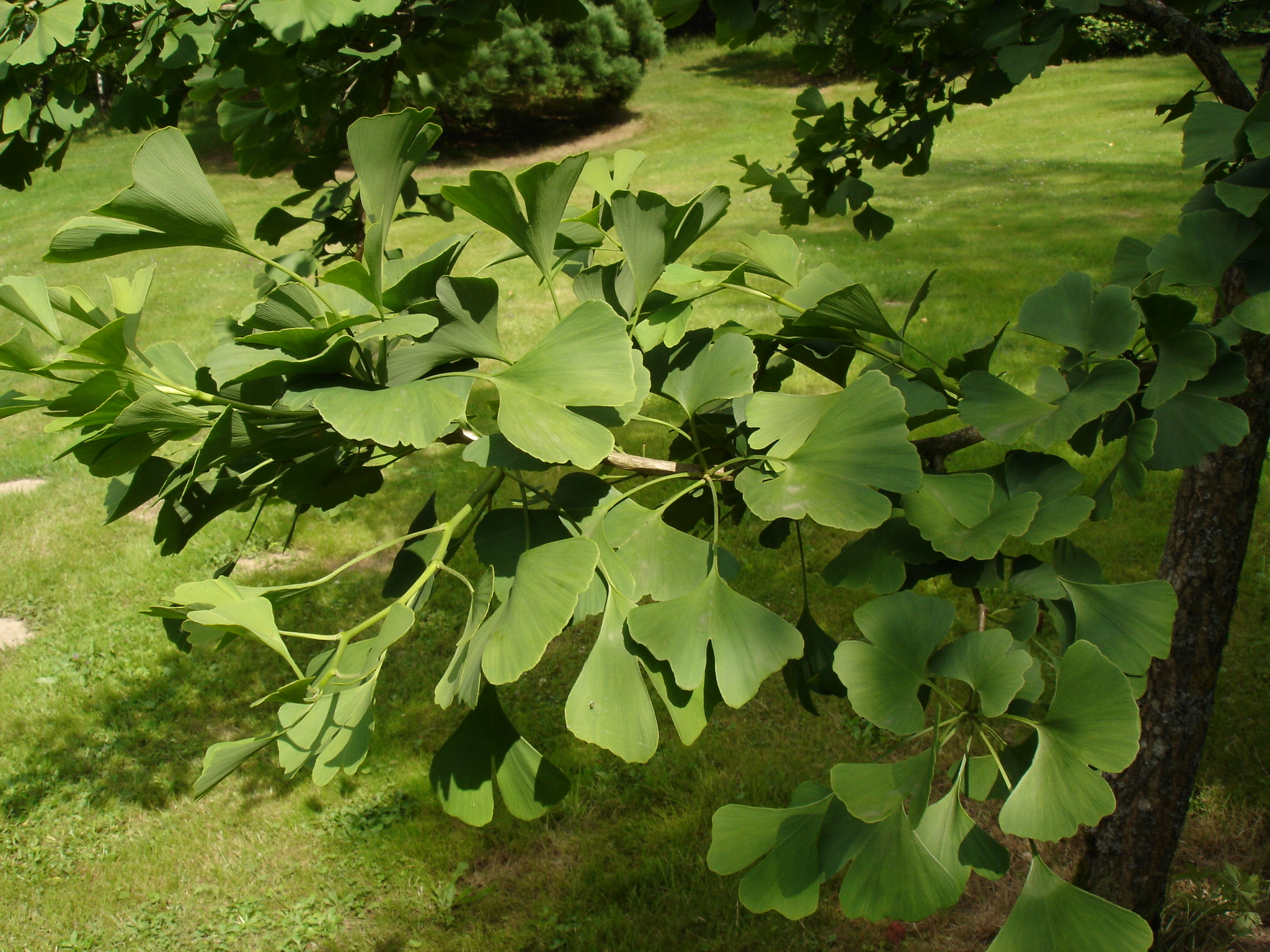
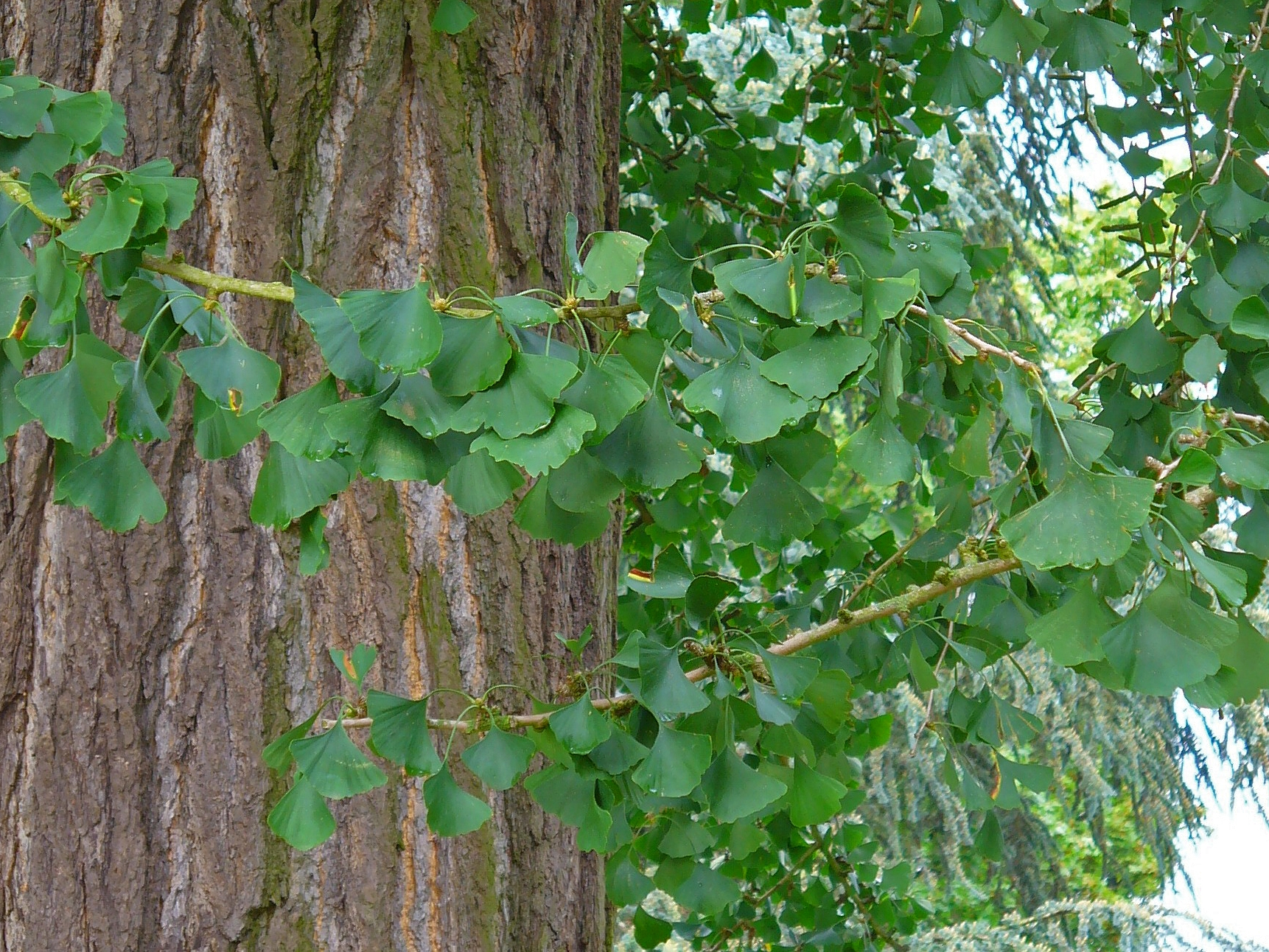
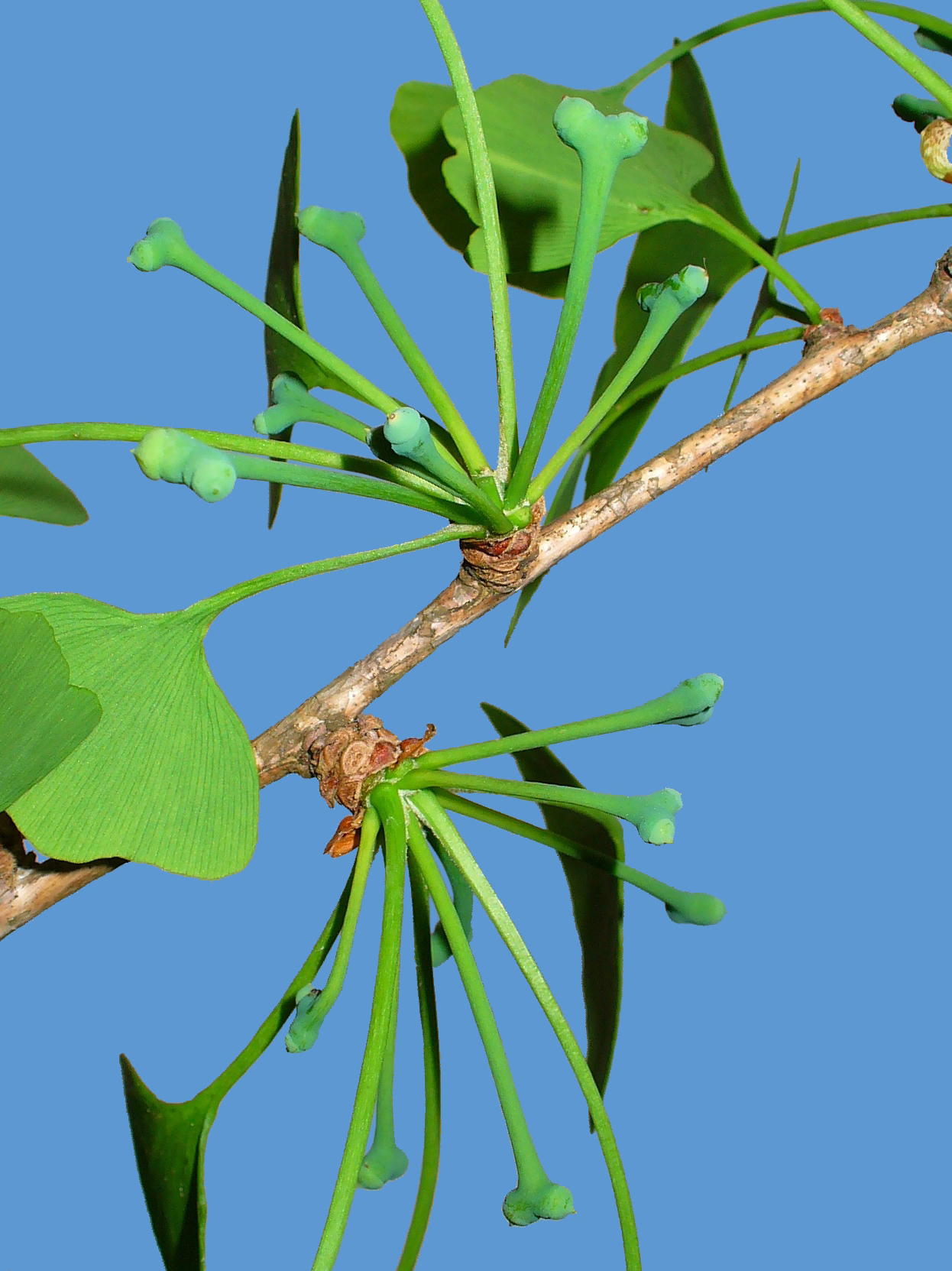
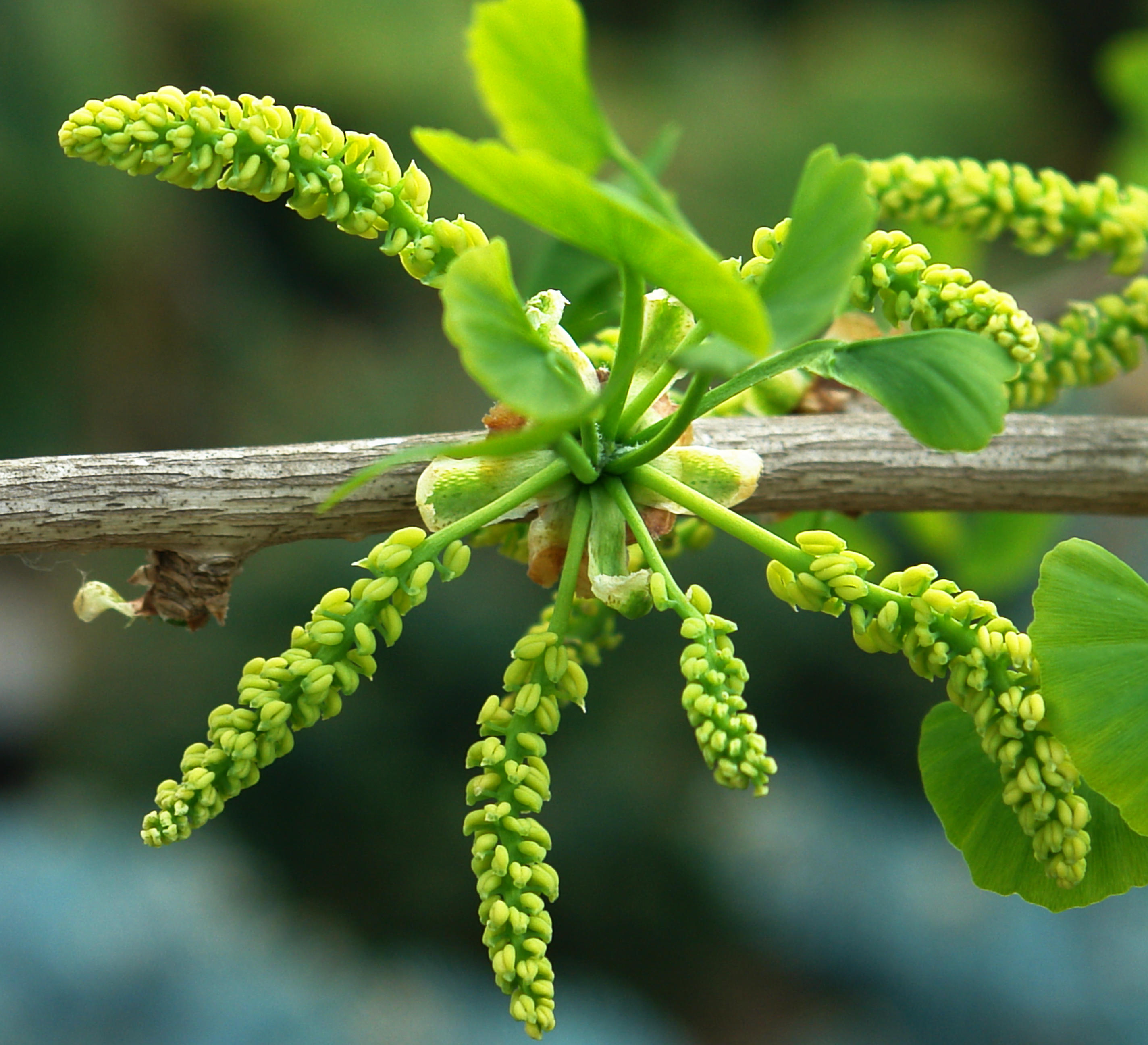
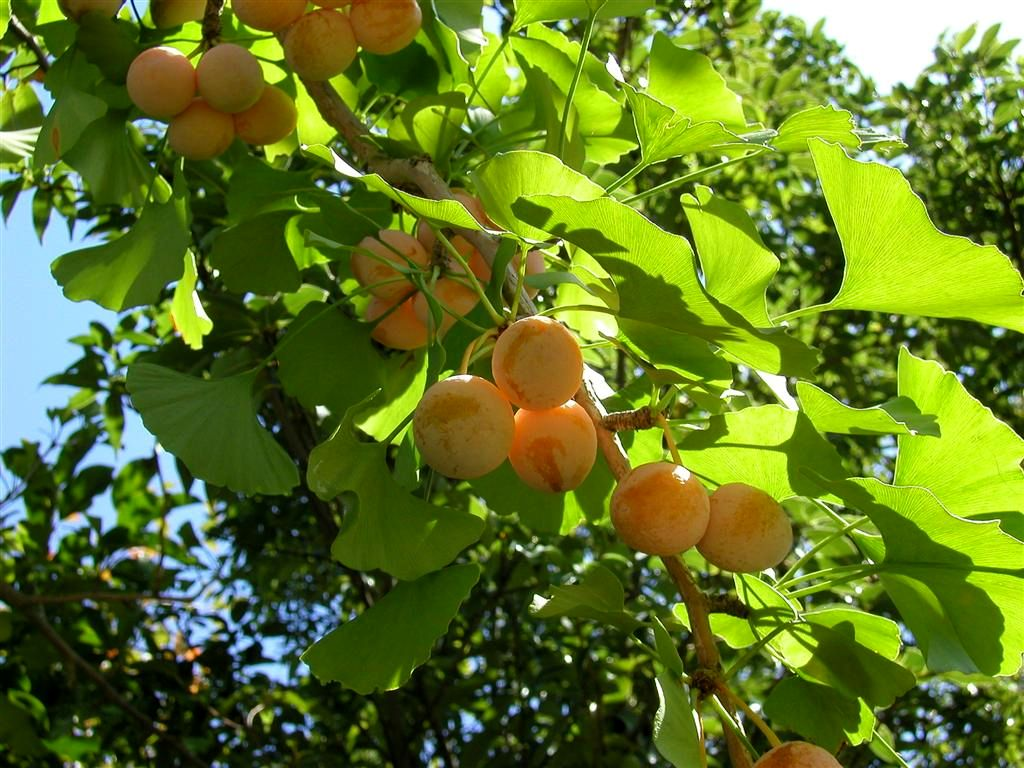
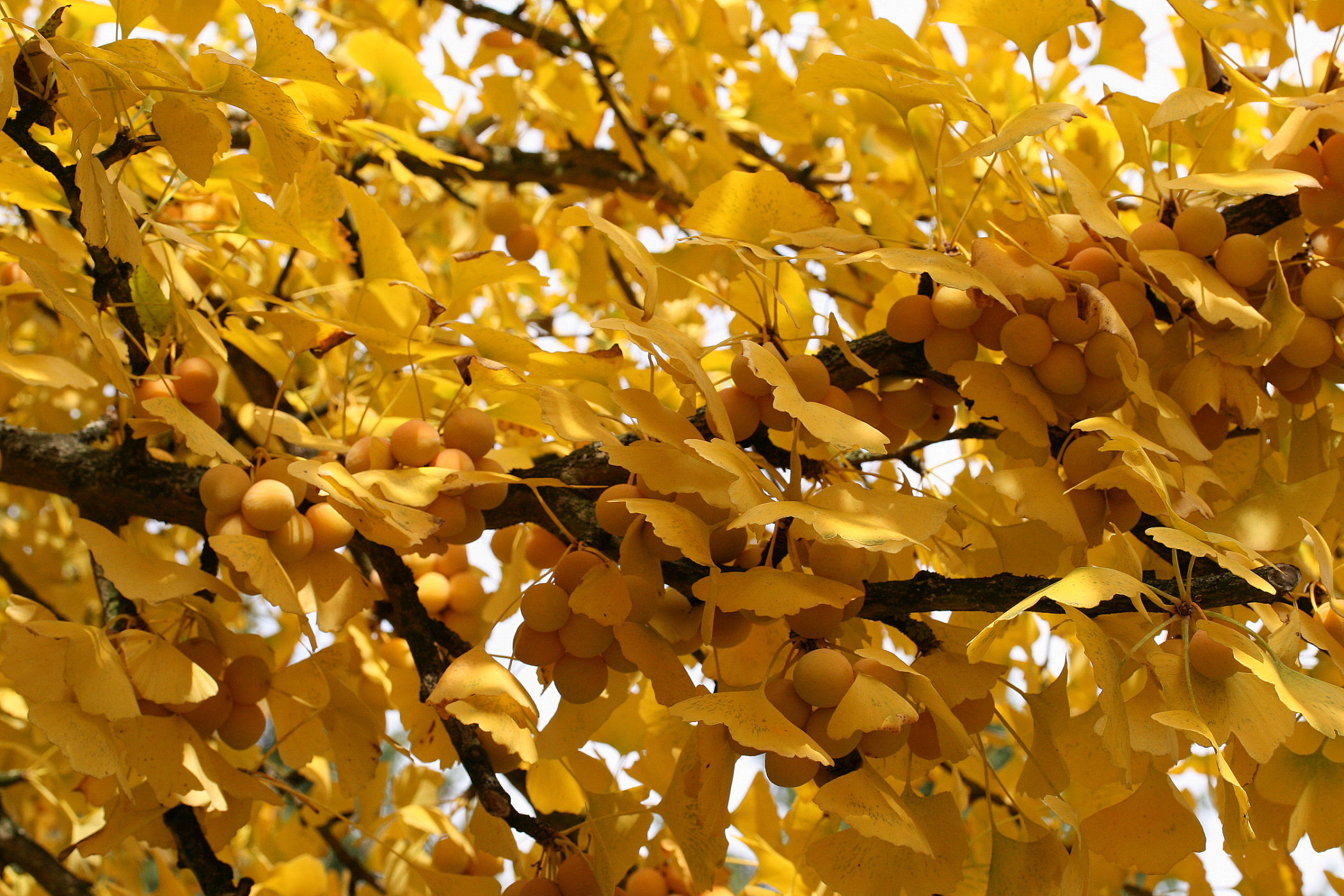
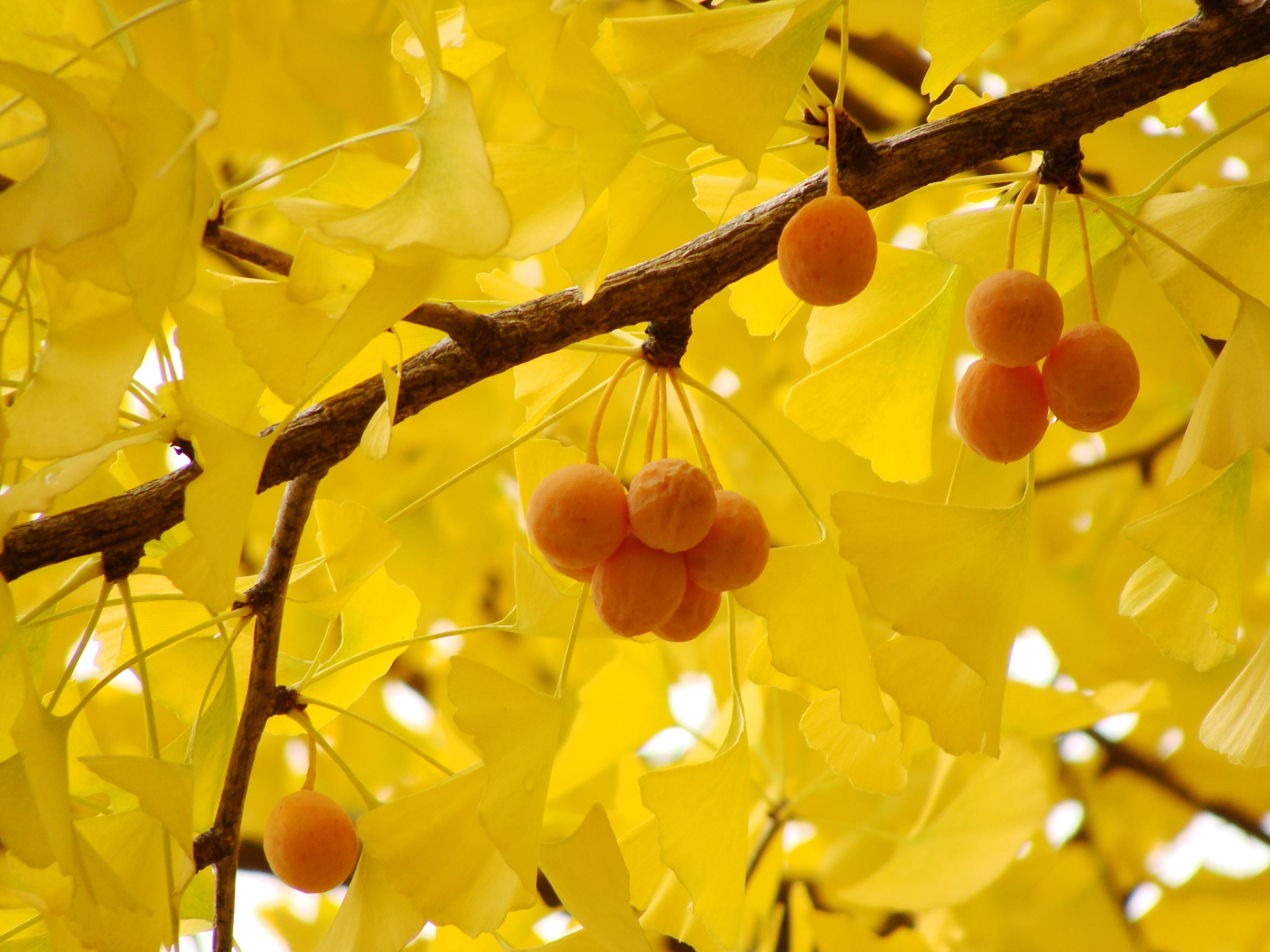
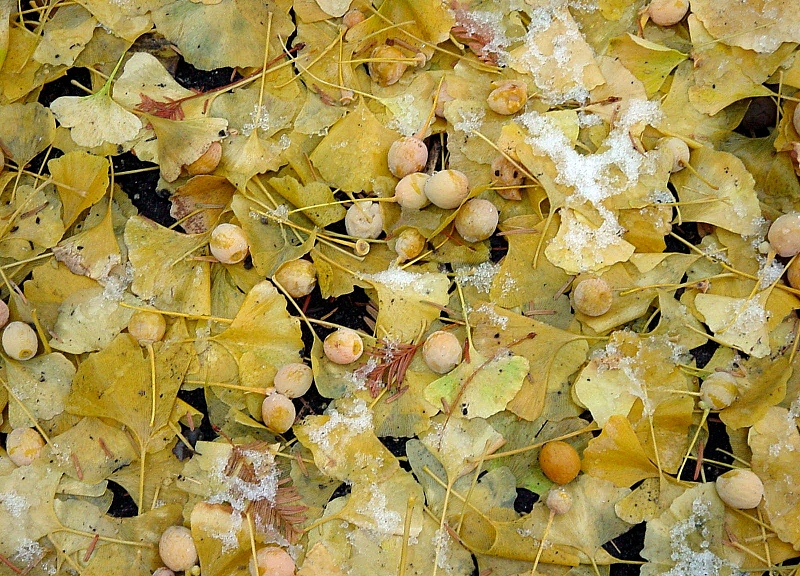
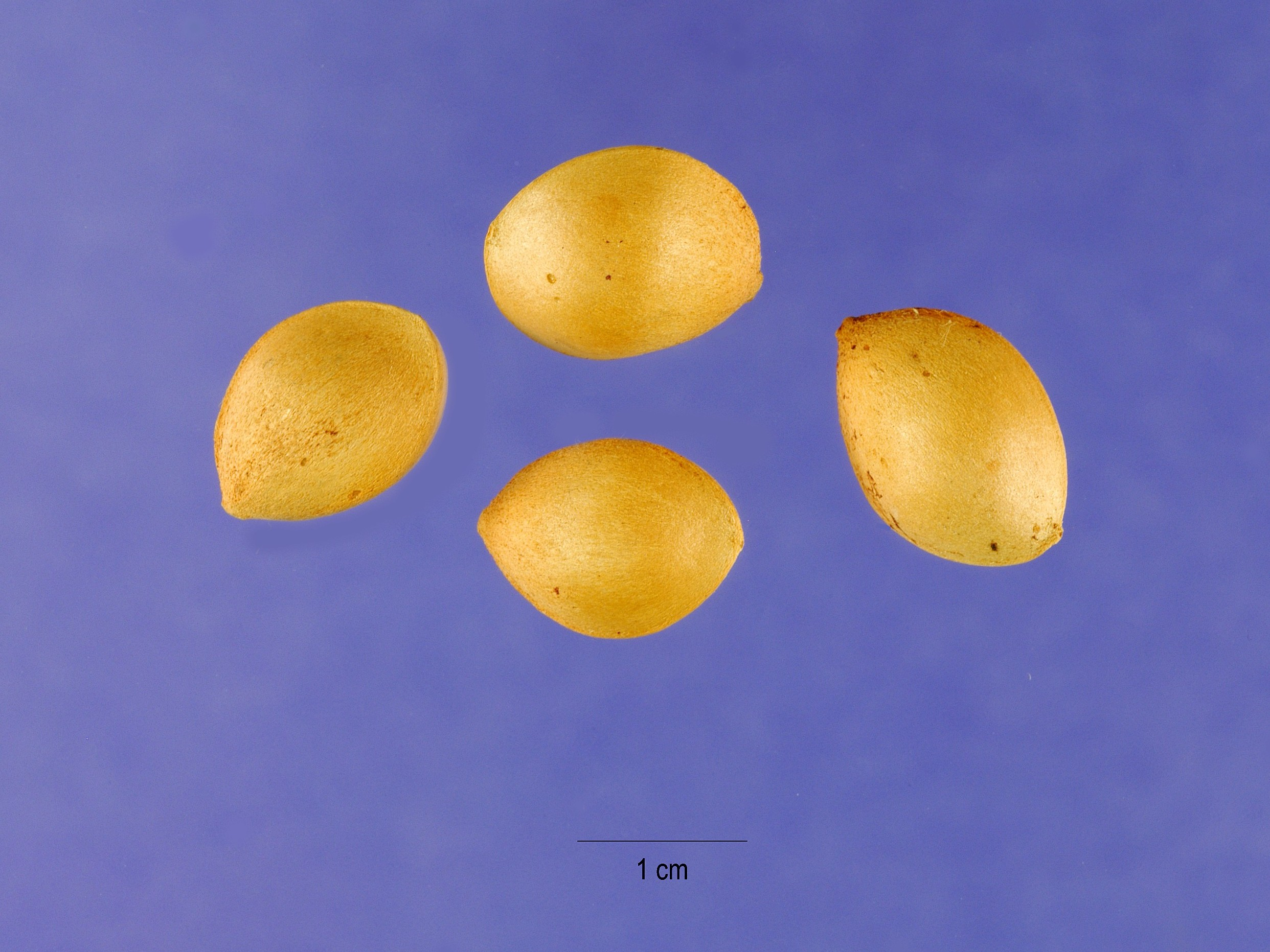
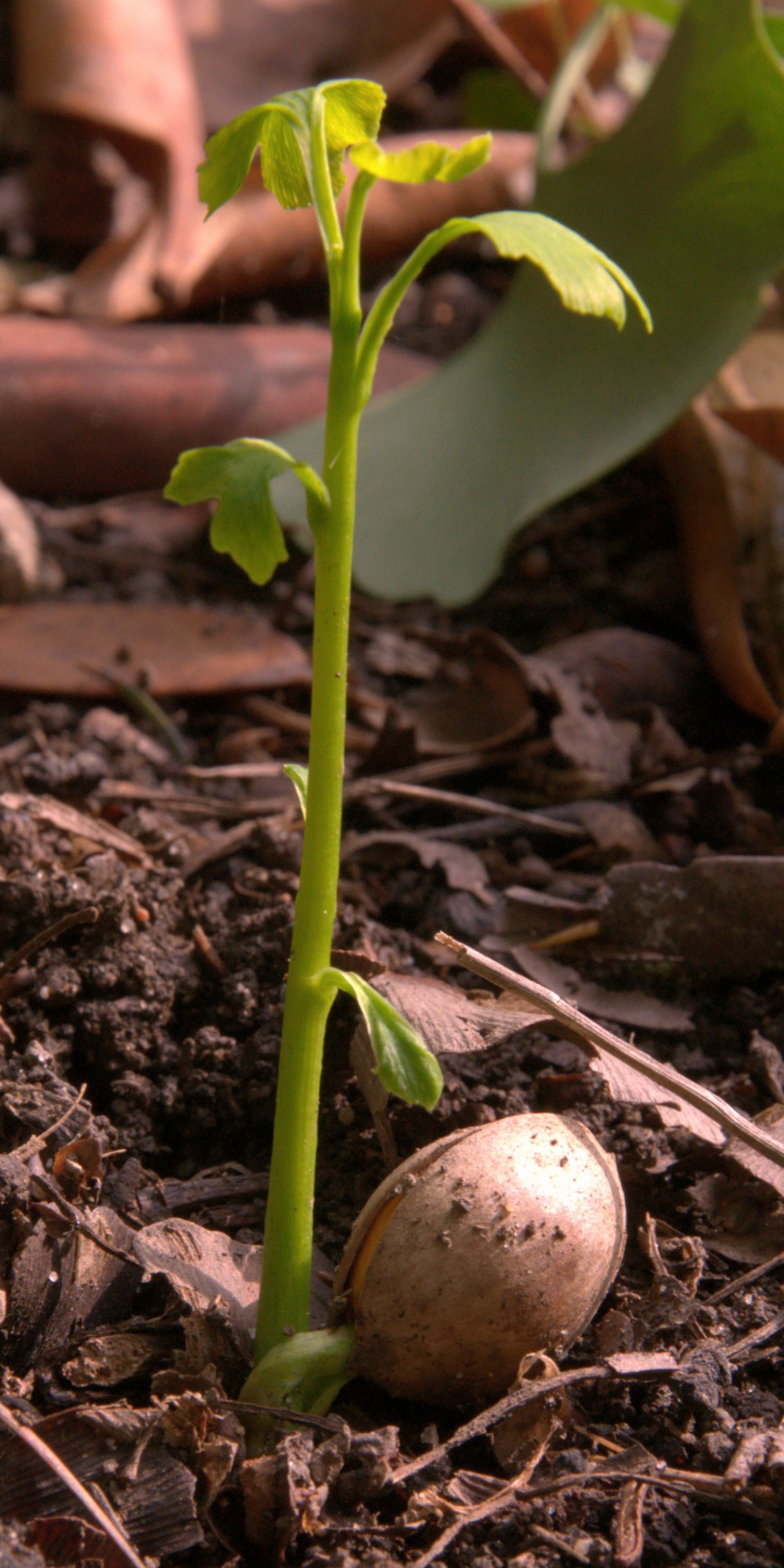
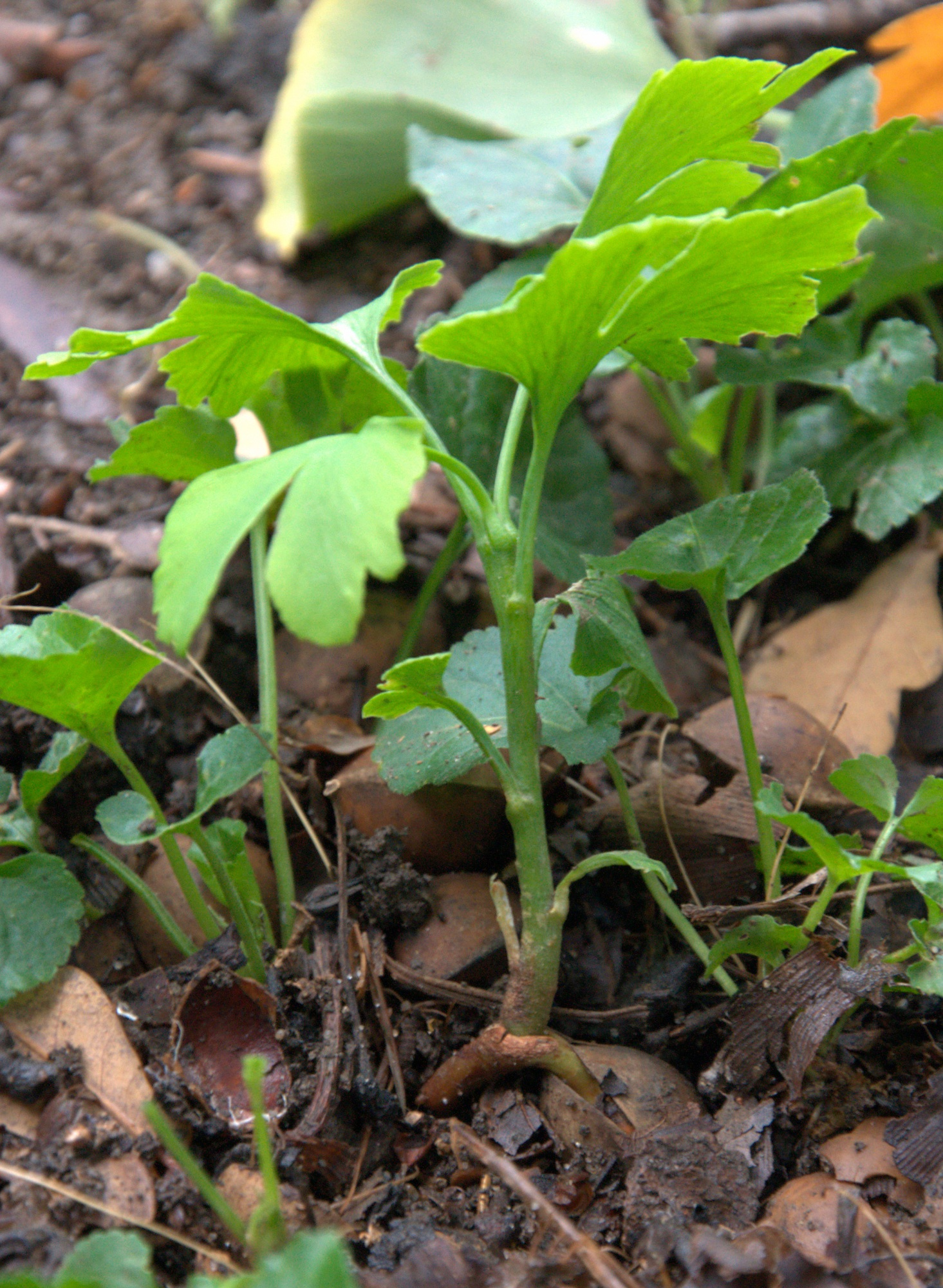
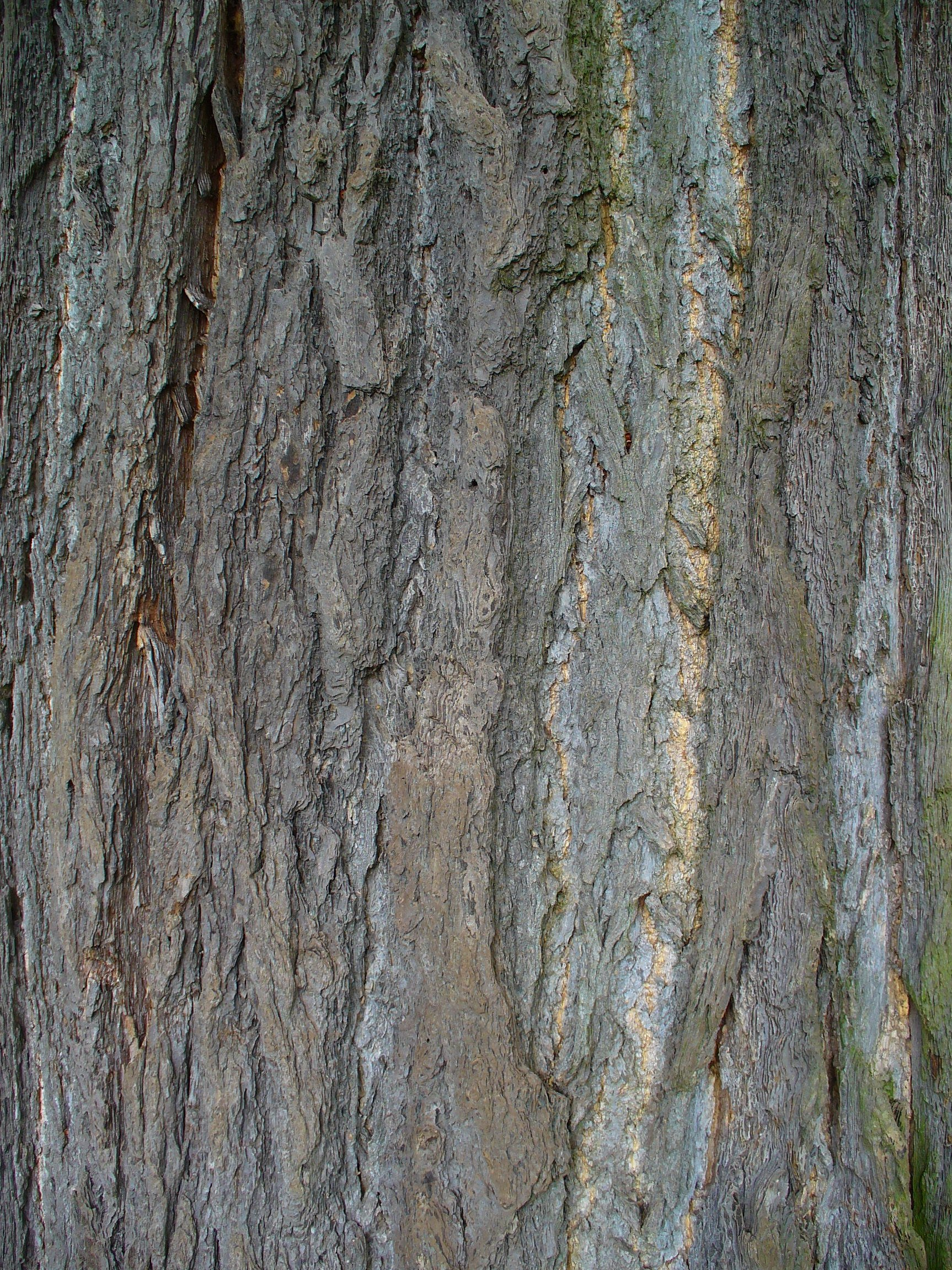
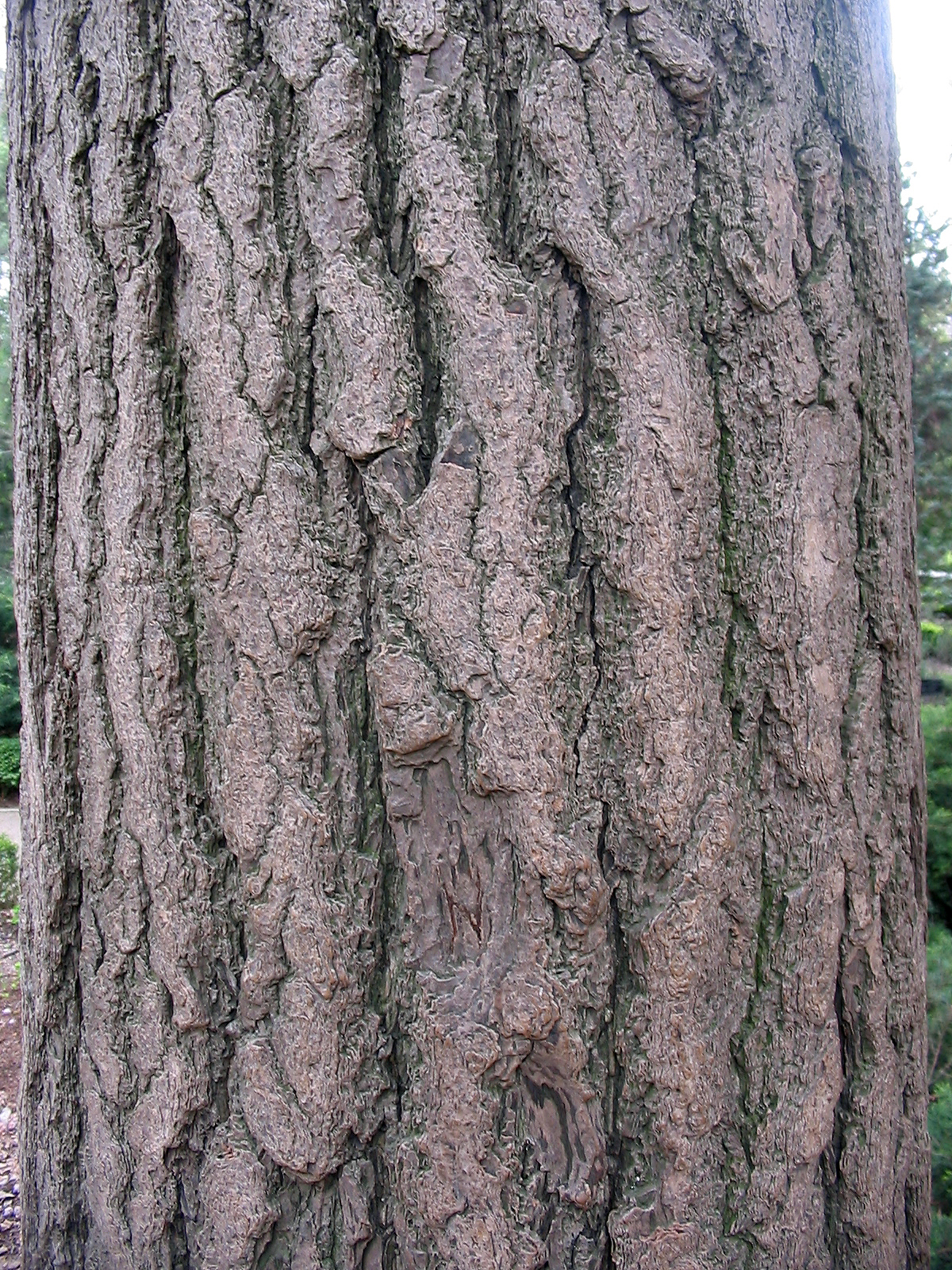